# Sorbus buekkensis
Sorbus buekkensis är en rosväxtart som först beskrevs av Károly Rezsö Soó von Bere, och fick sitt nu gällande namn av Károly Rezsö Soó von Bere. Sorbus buekkensis ingår i släktet oxlar, och familjen rosväxter. Inga underarter finns listade i Catalogue of Life.